# Голубев, Александр Александрович (историк)
Алекса́ндр Алекса́ндрович Го́лубев (1841—1895) — русский историк и прозаик, публицист.

## Биография
Родился в 1841 году в Ломовке, Мокшанского уезда Пензенской губернии, ныне — в Лунинском районе Пензенской области.
Окончил Пензенскую духовную семинарию и юридический факультет Московского университета.
По окончании университетского курса некоторое время служил в Московском архиве министерства юстиции. Умер в 1895 году.
Помещал преимущественно в московских печатных периодических изданиях мелкие исторические рассказы и романы, в которых рисовал картины нравов и быта древней Руси. В 1891 году отдельно издал в Москве роман «Бродячая вольница», описывающий быт бурлаков. А. А. Голубеву также принадлежат историко-юридические работы: «Сыскной приказ в 1730—1773 гг.», «Расправочная палата при сенате» и «Исторический очерк Священного синода до 1740 года», напечатал в «Описаниях документов и бумаг Московского Архива Мин. Юстиции».